# 利縣 (新墨西哥州)
利縣（英語：Lea County）是美国新墨西哥州東南角的一個郡，東、南鄰德克萨斯州，面積11,380平方公里。根據2020年美國人口普查，本縣共有人口74,455人。本縣縣治為拉溫頓。本縣成立於1917年3月7日，縣名紀念新墨西哥軍事學院創建者約瑟夫·卡洛維·利（Joseph Calloway Lea）。

## 地理
根據2000年人口普查，利縣的總面積為4,394平方英里（11,380平方），其中有4,393平方英里（11,380平方），即99.98%為陸地；1平方英里（2.6平方），即0.02%為水域。本縣既是新墨西哥州面積第11大的縣份，亦是美國面積第89大的縣份。

### 毗鄰縣
- 新墨西哥州 羅斯福縣：北方
- 新墨西哥州 查维斯县：西方
- 新墨西哥州 埃迪縣：西方
- 德克薩斯州 洛文縣：南方
- 德克薩斯州 溫克勒縣：東南方
- 德克薩斯州 安德魯斯縣：東方
- 德克薩斯州 蓋恩斯縣：東方
- 德克薩斯州 約克姆縣：東方
- 德克薩斯州 科克倫縣：東北方

## 人口
| 调查年            | 人口   | 备注 | %±     |
| ----------------- | ------ | ---- | ------ |
| 1920              | 3,545  |      | —      |
| 1930              | 6,144  |      | 73.3%  |
| 1940              | 21,154 |      | 244.3% |
| 1950              | 30,717 |      | 45.2%  |
| 1960              | 53,429 |      | 73.9%  |
| 1970              | 49,554 |      | −7.3%  |
| 1980              | 55,993 |      | 13.0%  |
| 1990              | 55,765 |      | −0.4%  |
| 2000              | 55,511 |      | −0.5%  |
| 2010              | 64,727 |      | 16.6%  |
| [ 4 ] [ 5 ] [ 6 ] |        |      |        |

### 2010年
根據2010年人口普查，利縣擁有64,727居民。而人口是由75%白人、4.1%黑人、1.2%原住民、0.5%亞裔、0.1%太平洋岛民、16.5%其他種族和2.6%混血构成。而西班牙裔或拉丁美洲人佔了人口51.1%。

### 2000年
根據2000年人口普查，利縣擁有55,511居民、19,699住戶和14,715家庭。其人口密度為每平方英里13居民（每平方公里5居民）。本縣擁有23,405間房屋单位，其密度為每平方英里5間（每平方公里2間）。而人口是由67.13%白人、4.37%黑人、0.99%原住民、0.39%亞裔、0.04%太平洋岛民、23.81%其他種族和3.27%混血构成。而西班牙裔或拉丁美洲人佔了人口39.65%。
在19,699 住户中，有39.30%擁有一個或以上的兒童（18歲以下）、57.8%為夫妻、12.2%為單親家庭、25.3%為非家庭、22.5%為獨居、9.9%住戶有同居長者。平均每戶有2.73人，而平均每個家庭則有3.2人。在55,511居民中，有30.1%為18歲以下、10.1%為18至24歲、27.3%為25至44歲、20.3%為45至64歲以及12.2%為65歲以上。人口的年齡中位數為33歲，女子對男子的性別比為100：100.3。成年人的性別比則為100：99。
本縣的住戶收入中位數為$29,799，而家庭收入中位數則為$34,665。男性的收入中位數為$32,005，而女性的收入中位數則為$20,922，人均收入為$14,184。約17.3%家庭和21.1%人口在貧窮線以下，包括28%兒童（18歲以下）及14.9%長者（65歲以上）。